# 小田敏充
小田敏充（1979年4月23日—），日本男性配音員、舞台演員。出身於石川縣小松市。身高180cm。O型血。

## 人物簡介
AMUSEMENT MEDIA綜合學院聲優演藝科第1期、B·A·O大眾傳播講座、影像Techno學院聲優科畢業。
現為自由身，原屬Production baobab和舞台劇團劇團雙六。

## 演出作品
※粗體字表示說明飾演的主要角色。斜體字表示說明飾演至今的作品系列。

### 電視動畫
2006年
- 蠟筆小新（男C）
- 聲優白皮書（忍者）

2007年
- 我們這一家（男性、宅配員、警官、觀眾A）
- 農大菌物語（自治寮、上級生E、員工、住宿生A）

2008年
- 我們這一家（屋B、御者、店員、男性、探險隊）
- 哆啦A夢 (水田山葵版)（男）
- 二十面相少女（美甘正次[5]）
- 忍者亂太郎（航、間切〈第2代〉、久久知兵助、委託主、忍者）

2009年
- 蠟筆小新（盗賊A）
- 閃亮雙胞胎（警官）
- 森林大帝 -勇氣能改變未來-（作業員）
- 名偵探柯南（警官、工作人員、男）

2010年
- 蠟筆小新（店員A、工作人員、住民）
- 閃亮雙胞胎（衛生局職員B、近藤）
- 忍者亂太郎（村民、士兵、村人）
- 變身公主（トビウオマン、MIKE、光、狼）
- 名偵探柯南（機動隊隊員、外國人、車站廣播、播報員）

2011年
- 偶像大師（工作人員B）
- 蠟筆小新（男性、間諜B、警察官、侍B、客）
- 名偵探柯南（賽車維修員、周防钟表匠）

2012年
- 足球騎士（坂本修二、守門員）
- 蠟筆小新（車上廣播）
- 忍者亂太郎（佐武鐵砲隊）
- 農大菌物語Returns（住宿生A、成員A、A）

2013年
- 加油！黑輪君（日语：おでんくん）（法蘭克福、炸豆腐老師、半片君、上班族、隨員）
- 蠟筆小新（燈油店大哥哥〈心燈油的宅配員〉、警官A）
- 忍者亂太郎（忍者）
- 名偵探柯南（刑警C、男、列车长）

2014年
- 加油！黑輪君（バグ、客人）
- 蠟筆小新（居酒屋店員）
- 貓之達洋（日语：わちふぃーるど）（伊旺）
- 名偵探柯南（編輯）

2015年
- 蠟筆小新（男A、春我部派出所警官）
- 閃開，讓最帥的來（日语：ナルどマ）（旁白、客人）
- 忍者亂太郎（農夫、主持人、副業業主）
- 貓之達洋 前往日本（伊旺）
- 名偵探柯南（刑警、楠本一哉）

2016年
- 蠟筆小新（社員、MC）
- 野球少年（原田廣）
- 名偵探柯南（蝙蝠俠）

2017年
- 蠟筆小新（長男）
- 忍者亂太郎（告密者）
- SHADOW OF LAFFANDOR 拉凡朵國物語 ～FANTASY PICTURE STORY～（日语：SHADOW OF LAFFANDOR ラファンドール国物語）（[6]）
- 名偵探柯南（消防員、蛭川卓司）

2019年
- 名偵探柯南（物证鉴定人员）

2022年
- 名偵探柯南 零的日常（山岸）

### OVA
2010年
- 裝甲騎兵 幻影篇III（修格）
- 名偵探柯南 怪盜基德在陷阱之島（中森警部的部下）

### 電影動畫
2009年
- 蠟筆小新：春日部野生王國（SKBE男孩）

2010年
- 歡迎來到宇宙秀（小山夏紀的父親〈小山健一〉）
- 蠟筆小新：我的超時空新娘（團員）
- 名偵探柯南：天空的遇難船（青年研究員）

2012年
- 超能奇兵：進化後篇QUAN（達斯）
- 柳瀨嵩劇場：春之笛（日语：やなせたかしシアター#ハルのふえ）（弟子B）

2014年
- 蠟筆小新：大對決！機器人爸爸的反擊（生啤酒老爹）

2015年
- 名偵探柯南：業火的向日葵（主持人）

### 網路動畫
2011年
- 名偵探柯南 vs Wooo（時事評論員）

2012年
- （目高）

### 遊戲
2009年
- 蠟筆小新：黏土造型大變身！（日语：クレヨンしんちゃん 嵐を呼ぶ ねんどろろ〜ん大変身!）（阿拉拉）

2010年
- 忍者亂太郎：學園對抗戰方塊之卷！（久久知兵助）

2014年
- （[7]）

2015年
- 雷子（日语：雷子）（李典）

2016年
- 食罪～千之詛咒、千之祈禱～（千夜[8]）
- 幻魔鄉的旅人（直江兼續）

2016年
- 東京放學後召喚師（日语：東京放課後サモナーズ）（主人公〈聲音5／第2代〉[9] 、諾瑪德、乾闥婆）
- 忍者亂太郎 化為烏有方塊之卷！（間切）

### 廣播劇CD
- 忍者亂太郎系列（久久知兵助）
  - 忍者亂太郎 廣播劇CD 二之卷
  - 忍者亂太郎 廣播劇CD 火藥委員會之卷
  - 忍者亂太郎 廣播劇CD 五年級之卷
  - 忍者亂太郎 廣播劇CD 伊組之卷 ～上卷～
  - 忍者亂太郎 廣播劇CD 伊組之卷 ～中卷～
- Marriage your voice in the heart（織田拓真）

### BLCD
- ～園～ 愛!!（親衛隊1）
- 咎狗之血 ANOTHER STORY～RIN

### 外語配音
※作品依英文名稱及英文原名排序。

#### 電影
- 遠古食人鯊（英语：Dinoshark）（Luis〈Aarón Díaz 飾演〉）
- Icon（英语：Icon (film)）
- 天地無倫（Tate〈James Ransone 飾演〉）
- 真實或大膽（英语：Liars All）（Mike〈Matt Lanter 主演〉）
- 曼提考 (2011年電影)
- 約會進行時（英语：That Awkward Moment）（Daniel〈Miles Teller 主演〉）

#### 電視影集
- Le loup garou du campus／Big Wolf On Campus（英语：Big Wolf on Campus）
- 愛的初體驗（英语：Get Real (U.S. TV series)）
- 花樣少年少女（天王寺惠）

### 動畫
- 德克斯特的實驗室

### 舞台
- 魂  ～欲望 翻弄 ！～
- 朝風
- 方
- ETERNAL BLUE
- 陽炎、閃電、水之月
- 光之風
- 再會 ～日落的煙火～
- 暫停一下！
- 夜不成眠的艾莉絲
- 香
- 平屋騷亂記 須原屋解體新書殺人事件
- 平屋騷亂記2 ～那須湯煙的里慕情地獄極樂變～
- 再次又…
- 星合空
- 約定 ～不可思議的小町捕物帳～
- 誘因 ～在黃昏時想著你～
- 朗讀劇『蜻蛉目的眼睛』（ギンヤ）
- 朗讀劇『華麗男公關偵探社（日语：ホス探へようこそ） episode2』（孔雀）
- 柿原徹也×小田敏充＠家庭劇場vol.2

## 來源
1. 1 2  . 劇團雙六.   [2017-10-27]. （原始内容存档于2004-10-18） （日语）.
2. 1 2 3  . 小田敏充的官方個人部落格.   [2017-10-27] （日语）.[]
3. 1 2 3 4 5 6 7  . AQUAFIELD PARADISE（水野智苗的官方網站）.   [2017-10-27]. （原始内容存档于2016-10-03） （日语）.
4. ↑  .   [2017-10-27]. （原始内容存档于2017-12-30） （日语）.
5. ↑  . Telecom Animation Film.   [2016-05-15]. （原始内容存档于2016-06-11） （日语）.
6. ↑  . SHADOW OF LAFFANDOR 拉凡朵國物語.   [2017-07-11]. （原始内容存档于2017-08-07） （日语）.
7. ↑  《電擊Girl's Style》2013年10月號，ASCII Media Works，2013年9月10日。
8. ↑  . 食罪～千之詛咒、千之祈禱～ Operetta. Operetta.   [2016-07-18]. （原始内容存档于2016-06-28） （日语）.
9. ↑  . Lifewonders的官方Twitter. 2017-12-01  [2017-12-30]. （原始内容存档于2021-04-12） （日语）.

## 外部連結
- （日語）－小田敏充的官方個人部落格。